# Kosoj Chutor
Kosoj Chutor (ros. Косой Хутор) – osiedle typu wiejskiego w zachodniej Rosji, w sielsowiecie kostielcewskim (rejon kurczatowski w obwodzie kurskim).

## Geografia
Miejscowość położona jest 11,5 km od centrum administracyjnego sielsowietu kostielcewskiego (Kostielcewo), 9,5 km od centrum administracyjnego rejonu (Kurczatow), 37 km od Kurska.

## Demografia
W 2010 r. miejscowość zamieszkiwało 6 osób.